# Taconnay
Taconnay é uma comuna francesa na região administrativa de Borgonha-Franco-Condado, no departamento Nièvre. Estende-se por uma área de 8,4 km². Em 2010 a comuna tinha 77 habitantes (densidade: 9,2 hab./km²).